# Juan Silveira dos Santos
Juan Silveira dos Santos, mais conhecido como Juan (Rio de Janeiro, 1 de fevereiro de 1979), é um ex-futebolista brasileiro que atuava como zagueiro. Atualmente é gerente técnico da Seleção Brasileira.
Com 33 gols marcados com a camisa do Flamengo, Juan é o maior zagueiro artilheiro da história do clube junto com Júnior Baiano. Ele é o 4º zagueiro com mais jogos pela Seleção Brasileira com 79 jogos.

## Clubes

### Início
Nascido e criado no Humaitá (bairro do Rio de Janeiro), Juan estudou na unidade do Colégio Pedro II da localidade, onde a mãe era funcionária. Jogava tanto futebol de campo como futsal. Quando frequentava o Grajaú Country Club, conheceu Júlio César, goleiro de quem se tornou amigo e companheiro de clube e seleções ao longo de sua carreira.
Durante sua infância, Juan revelou ao Globo Esporte que seu sonho era ser um jogador como Zico 

### Flamengo
Foi revelado nas categorias de base do Flamengo, onde chegou aos 11 anos. Destacou-se primeiro como meio-campo, até que, em 1991, foi improvisado como zagueiro e se destacou. Fez sua estreia profissional no dia 5 de julho de 1996. À época com 17 anos, o zagueiro defendeu o Rubro-Negro pela primeira vez na vitória por 1 a 0 sobre o Desportiva Ferroviária. Conquistando seus espaço aos poucos, o jogador foi pé quente em sua estreia como titular, no Campeonato Brasileiro de 1996 do mesmo ano, na vitória por 2 a 1 sobre o Atlético-MG, o Flamengo deu fim a um jejum de cinco jogos sem vencer o rival mineiro. No entanto, sem conseguir sequência no time, retornou aos juniores.
Apenas três anos depois, em 1999, Juan se firmou de vez no elenco do Flamengo durante a conquista da Copa Mercosul. Além de estufar as redes na final contra o Palmeiras, esta foi a primeira vez em que o jogador atuou como titular ao longo de todo um torneio. Segundo o próprio Juan, o triunfo continental foi essencial para assegurar sua vaga entre os 11 principais atletas do Rubro-Negro.
Em 2001, mais um título: a Copa dos Campeões. Marcando novamente um gol na final, Juan já era figurinha conhecida, e adorada pela torcida do Flamengo. Com o título, que garantiu ao Rubro-Negro a vaga na Libertadores de 2002, o zagueiro encerrou sua primeira passagem pelo clube da Gávea com chave de ouro. Conquistando muitos títulos nos seis anos em que jogou na equipe.

### Bayer Leverkusen
Em 2002, foi contratado pelo Bayer Leverkusen, onde jogou por cinco anos. Juan fez sua estreia na Bundesliga em 10 de agosto de 2002, a primeira rodada da temporada 2002-03, em um empate 1-1 no Energie Cottbus. Demorou até à 10ª jornada da mesma época antes de marcar o seu primeiro golo pelo Bayer contra o Hertha.
Juan foi titular permanente no Leverkusen durante cinco temporadas entre 2002 e 2007, Juan formou uma sólida parceria defensiva central no Die Werkself com o compatriota Lucio ele acumulou dez gols em 139 jogos durante sua estadia na Bundesliga pelo Bayer Leverkusen.

### Roma
Em 21 de junho 2007, Roma anunciou a contratação de Juan por 6,3 milhões de euros, que ficou assim vinculado ao clube italiano com um contrato de quatro anos a partir de 1º de julho de 2007. Juan fez sua estreia na Serie A em 2 de setembro de 2007, entrando como um substituto de 84 minutos para Alberto Aquilani pelo treinador Luciano Spalletti em uma partida de 2 minutos contra o Siena vencida por 3-0.
De junho de 2007 a julho de 2012, defendeu a equipe da Roma, da Itália. Defendendo a squadra italiana, Juan participou da conquista de uma Coppa Italia e uma Supercopa da Itália. Em um período de cinco anos, o zagueiro atuou em 148 partidas, marcando 11 gols pelo clube e conquistando seu espaço no coração do torcedor giallorossi.

### Internacional

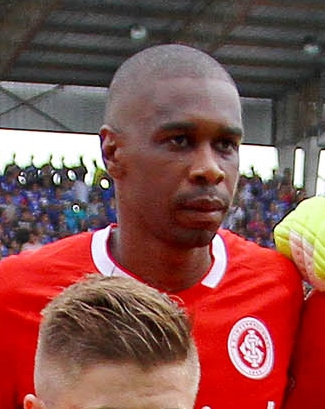
Juan em partida do Internacional.

Em julho de 2012, foi liberado pela Roma e acertou sua transferência para o Internacional, de Porto Alegre, assinando um contrato de 2 anos. Em 18 de julho, desembarcou no aeroporto Salgado Filho, e foi recebido por cerca de 300 torcedores colorados. Em seguida, rumou até o Hotel Millenium, onde concedeu entrevista coletiva e foi apresentado oficialmente com a camisa nº 18. No seu primeiro jogo, em 19 de agosto, contra a Portuguesa, no Canindé, Juan entrou no intervalo, e marcou o primeiro gol da partida, de cabeça, após falta cobrada por Kléber.
Em 2013, começou a ganhar sequência ao herdar a camisa 4 colorada e virou titular absoluto do time de Dunga. Foi o nome do jogo contra o Lajeadense, nas quartas de final da Taça Farroupilha 2013 ao marcar os dois gols de virada por 2 a 1.

### Retorno ao Flamengo
2016
Em dezembro de 2015, com seu contrato encerrado com o Internacional, Juan acertou seu retorno para o Flamengo, time que o revelou para o futebol. Se destacou na zaga Rubro-Negra ao lado de Réver, com os dois sendo a peça chave na melhora do time, conseguindo o terceiro lugar do Brasileirão 2016.
2017
Na temporada seguinte se destacou muito bem na atuação contra a Portuguesa da Ilha, em 11 de março pela Taça Rio onde ajudou o time a ganhar de 5 a 1, fazendo 1 gol, algo que não fazia há 15 anos pelo Flamengo e dando uma bela assistência de calcanhar para o gol de Leandro Damião, sem contar a grande atuação defensiva. Com esse gol chegou a marca de 31 gols com a camisa Rubro-Negra, sendo o segundo maior zagueiro artilheiro do clube, ficando apenas atrás de Júnior Baiano, que marcou 33 gols pelo clube.
Em 23 de agosto de 2017, na partida de volta das semifinais da Copa do Brasil, em que o Flamengo derrotou o Botafogo por 1 a 0, no Maracanã, Juan completou 300 jogos pelo Fla e ganhou uma camisa comemorativa. Com uma atuação segura, firme e sem problemas para acompanhar as jogadas, esta foi a melhor partida de Juan desde que retornou ao Flamengo. Marcou seu trigésimo segundo gol com a camisa Rubro Negra na goleada sobre a Chapecoense por 4 a 0 na Ilha do Urubu, partida válida pelas oitavas de finais da Sul Americana. Na final da Copa do Brasil foi um dos melhores jogadores do Flamengo em campo, na partida contra o Cruzeiro, tanto no Maracanã como no Mineirão. Na decisão por pênaltis esbanjou sua categoria, deslocou o goleiro Fábio em sua cobrança, ajudando a colocar o Rubro negro na frente. Mas o Cruzeiro acabou vencendo por 5 a 3.
No clássico contra o Vasco da Gama pelo Brasileirão, Juan foi o melhor jogador do Rubro Negro na partida. Aos 38 anos apresenta muita vitalidade, categoria e raça dentro de campo. Em um contra-ataque perigoso do Vasco, Juan desarmou Nenê com muita habilidade e categoria, além de cabecear uma bola que passou raspando a trave do goleiro Martín Silva. Ao término do jogo, foi muito aplaudido pela torcida do Flamengo.
Juan se tornou ao lado de Júnior Baiano o maior zagueiro artilheiro do Flamengo. Atingiu essa marca na partida contra o Júnior Barranquilla pela Sul-Americana. Marcou de cabeça o gol de empate rubro negro, e Vizeu marcaria ainda o gol da virada por 2 a 1 no Maracanã. No dia 8 de dezembro Juan teve seu contrato renovado por mais 1 ano.
2018
Juan fez sua estreia na temporada contra o Nova Iguaçu pelo Campeonato Carioca de 2018. E o Flamengo na ocasião venceu por 1 a 0 com gol de Rodolpho.

No dia 8 de setembro Juan sofreu uma grave lesão rompendo o tendão de aquiles do pé direito. O impedindo de jogar até o fim do ano.
| “ | "Queria dizer, com muita tristeza, que durante treino rompi o tendão de aquiles do pé direito. Romperam também minhas esperanças de ajudar o Flamengo, em campo, a conquistar os títulos do Campeonato Brasileiro e da Copa do Brasil." | ” |

2019
Após seis meses, recuperado de uma grave lesão, voltou a ser relacionado para uma partida do Rubro-Negro no dia 19 de março de 2019, contra o Madureira pelo Campeonato Carioca de Futebol de 2019. Aos 43 minutos do segundo tempo, Juan foi chamado pelo técnico Abel Braga e pôde participar dos minutos finais da vitória por 2 a 0 com 2 gols de Gabigol. Recebeu a faixa de capitão de Diego e os aplausos dos mais de 17 mil rubro-negros presentes.
Se aposentou do futebol no dia 27 de abril de 2019 em partida contra o Cruzeiro pela 1° rodada do Campeonato Brasileiro. Juan entrou aos 45 minutos do 2° tempo no lugar de Éverton Ribeiro que passou a faixa de capitão para ele. O Flamengo venceu a partida por 3 a 1 e logo após ao término da partida Juan deu uma volta olímpica no estádio do Maracanã para agradecer aos torcedores que estavam presentes.
Juan deixou o Flamengo onde em suas duas passagens realizou  332 jogos, 158 vitórias, 81 empates e 93 derrotas; 32 gols. Ele se consagrou como um dos melhores zagueiros do mundo neste século. Pelo Rubro-Negro venceu Copa Mercosul de 1999, Campeonatos Cariocas de 2000, 2001, 2017 e 2019, Copa dos Campeões 2001, Campeonato Brasileiro de 2019.

## Seleção Brasileira
Tendo já participado de seleções sub-17 e sub-20, estreou na Seleção Brasileira principal em 15 de julho de 2001 contra o Peru. Não participou da Copa do Mundo de 2002, entretanto, em 2004, o zagueiro tornou-se titular da Seleção Brasileira.
Participou das conquistas da Copa América 2004, Copa das Confederações de 2005, Copa América 2007 e Copa das Confederações de 2009, além de ter integrado a equipe brasileira que disputou a Copa do Mundo de 2006 e a Copa do Mundo de 2010.
Se aposentou da Seleção Brasileira depois da eliminação para a Holanda na Copa do Mundo de 2010.

## Carreira como gerente

### Flamengo
Após Juan se aposentar do futebol, se tornou gerente técnico do Flamengo. 
Em 17 de fevereiro de 2024, o Flamengo anunciou que Juan estava deixando o clube rumo a Seleção Brasileira. Pelo clube como gerente técnico ele conquistou dez títulos, sendo eles: 2x Copa Libertadores (2019 e 2022), 2x Campeonato Brasileiro (2019 e 2020), Copa do Brasil (2022), Recopa Sul-Americana (2020), 2x Supercopa do Brasil (2020 e 2021) e 2x Campeonato Carioca (2020 e 2021).

## Estatísticas
Até 19 de março de 2019.

### Clubes
| Clube             | Temporada         | Campeonato nacional | Campeonato nacional | Campeonato nacional | Copa nacional[a] | Copa nacional[a] | Copa nacional[a] | Competições continentais[b] | Competições continentais[b] | Competições continentais[b] | Outros torneios[c] | Outros torneios[c] | Outros torneios[c] | Total | Total | Total   |
| Clube             | Temporada         | Jogos               | Gols                | Assist.             | Jogos            | Gols             | Assist.          | Jogos                       | Gols                        | Assist.                     | Jogos              | Gols               | Assist.            | Jogos | Gols  | Assist. |
| ----------------- | ----------------- | ------------------- | ------------------- | ------------------- | ---------------- | ---------------- | ---------------- | --------------------------- | --------------------------- | --------------------------- | ------------------ | ------------------ | ------------------ | ----- | ----- | ------- |
| Flamengo          | 1996              | 12                  | 0                   | 0                   | —                | —                | —                | 0                           | 0                           | 0                           | 2                  | 0                  | 0                  | 13    | 0     | 0       |
| Flamengo          | 1997              | 14                  | 2                   | 0                   | 4                | 1                | 0                | 2                           | 0                           | 0                           | 16                 | 1                  | 0                  | 36    | 4     | 0       |
| Flamengo          | 1998              | 10                  | 0                   | 0                   | 1                | 0                | 0                | 5                           | 0                           | 0                           | 13                 | 1                  | 0                  | 29    | 1     | 0       |
| Flamengo          | 1999              | 7                   | 0                   | 0                   | —                | —                | —                | 7                           | 1                           | 0                           | 3                  | 1                  | 0                  | 17    | 2     | 0       |
| Flamengo          | 2000              | 15                  | 2                   | 0                   | 7                | 0                | 0                | 4                           | 2                           | 0                           | 36                 | 4                  | 0                  | 62    | 7     | 0       |
| Flamengo          | 2001              | 18                  | 1                   | 0                   | 6                | 1                | 0                | 9                           | 5                           | 0                           | 30                 | 3                  | 0                  | 63    | 10    | 0       |
| Flamengo          | 2002              | —                   | —                   | —                   | —                | —                | —                | 3                           | 0                           | 0                           | 23                 | 6                  | 0                  | 26    | 6     | 0       |
| Flamengo          | Total             | 75                  | 5                   | 0                   | 18               | 2                | 0                | 30                          | 8                           | 0                           | 123                | 15                 | 0                  | 246   | 30    | 0       |
| Bayer Leverkusen  | 2002–03           | 24                  | 2                   | 0                   | 6                | 0                | 0                | 3                           | 2                           | 0                           | —                  | —                  | —                  | 33    | 4     | 0       |
| Bayer Leverkusen  | 2003–04           | 29                  | 2                   | 1                   | 3                | 0                | 0                | —                           | —                           | —                           | —                  | —                  | —                  | 32    | 2     | 1       |
| Bayer Leverkusen  | 2004–05           | 28                  | 1                   | 1                   | 2                | 0                | 0                | 9                           | 2                           | 0                           | —                  | —                  | —                  | 39    | 3     | 1       |
| Bayer Leverkusen  | 2005–06           | 30                  | 3                   | 3                   | 1                | 0                | 0                | 1                           | 0                           | 0                           | —                  | —                  | —                  | 32    | 3     | 3       |
| Bayer Leverkusen  | 2006–07           | 28                  | 2                   | 2                   | 2                | 1                | 0                | 10                          | 1                           | 0                           | —                  | —                  | —                  | 40    | 4     | 2       |
| Bayer Leverkusen  | Total             | 139                 | 10                  | 7                   | 14               | 1                | 0                | 23                          | 5                           | 0                           | 0                  | 0                  | 0                  | 176   | 16    | 7       |
| Roma              | 2007–08           | 22                  | 2                   | 0                   | 2                | 0                | 0                | 8                           | 1                           | 0                           | —                  | —                  | —                  | 32    | 3     | 0       |
| Roma              | 2008–09           | 21                  | 2                   | 0                   | 1                | 0                | 0                | 4                           | 1                           | 0                           | 1                  | 0                  | 0                  | 27    | 3     | 0       |
| Roma              | 2009–10           | 29                  | 0                   | 0                   | 2                | 0                | 0                | 5                           | 0                           | 0                           | —                  | —                  | —                  | 36    | 0     | 0       |
| Roma              | 2010–11           | 30                  | 2                   | 2                   | 3                | 0                | 0                | 3                           | 0                           | 0                           | 1                  | 0                  | 0                  | 37    | 2     | 2       |
| Roma              | 2011–12           | 16                  | 3                   | 2                   | —                | —                | —                | —                           | —                           | —                           | —                  | —                  | —                  | 16    | 3     | 2       |
| Roma              | Total             | 118                 | 9                   | 4                   | 8                | 0                | 0                | 20                          | 2                           | 0                           | 2                  | 0                  | 0                  | 148   | 11    | 4       |
| Internacional     | 2012              | 6                   | 1                   | 0                   | —                | —                | —                | —                           | —                           | —                           | —                  | —                  | —                  | 6     | 1     | 0       |
| Internacional     | 2013              | 32                  | 3                   | 0                   | 7                | 0                | 0                | —                           | —                           | —                           | 14                 | 3                  | 0                  | 53    | 6     | 0       |
| Internacional     | 2014              | 21                  | 0                   | 1                   | 2                | 0                | 0                | 0                           | 0                           | 0                           | 10                 | 0                  | 0                  | 33    | 0     | 1       |
| Internacional     | 2015              | 10                  | 0                   | 1                   | 0                | 0                | 0                | 8                           | 1                           | 0                           | 7                  | 1                  | 0                  | 25    | 2     | 1       |
| Internacional     | Total             | 69                  | 4                   | 2                   | 9                | 0                | 0                | 8                           | 1                           | 0                           | 31                 | 4                  | 0                  | 117   | 9     | 2       |
| Flamengo          | 2016              | 9                   | 0                   | 0                   | 4                | 0                | 0                | 3                           | 0                           | 1                           | 18                 | 0                  | 1                  | 34    | 0     | 2       |
| Flamengo          | 2017              | 13                  | 0                   | 2                   | 6                | 0                | 0                | 10                          | 2                           | 0                           | 7                  | 1                  | 1                  | 36    | 3     | 3       |
| Flamengo          | 2018              | 5                   | 0                   | 0                   | 0                | 0                | 0                | 5                           | 0                           | 0                           | 4                  | 0                  | 0                  | 14    | 0     | 0       |
| Flamengo          | 2019              | 1                   | 0                   | 0                   | 0                | 0                | 0                | 0                           | 0                           | 0                           | 1                  | 0                  | 0                  | 2     | 0     | 0       |
| Flamengo          | Total             | 28                  | 0                   | 2                   | 10               | 0                | 0                | 18                          | 2                           | 1                           | 30                 | 1                  | 2                  | 86    | 3     | 5       |
| Total na carreira | Total na carreira | 428                 | 28                  | 15                  | 59               | 3                | 0                | 96                          | 18                          | 1                           | 186                | 20                 | 2                  | 771   | 69    | 18      |

- a. ^ Jogos da Copa do Brasil, Copa da Liga Alemã, Copa da Alemanha e Coppa Italia
- b. ^ Jogos da Copa Ouro Sul-Americana, Supercopa Sul-Americana, Copa Mercosul, Copa Libertadores da América, Liga dos Campeões da UEFA, Liga Europa da UEFA e Copa Sul-Americana
- c. ^ Jogos da Amistoso, Torneio Rio-São Paulo, Campeonato Carioca, Copa Centenário de Belo Horizonte, Troféu Cidade de Palma de Mallorca, Torneio de Amsterdã, Seletiva para a Libertadores, Troféu São Sebastião do Rio de Janeiro, Copa dos Campeões, Troféu Villa de Madrid, Supercopa da Itália, Campeonato Gaúcho, Troféu Asa Branca, Taça Chico Science e Primeira Liga do Brasil

### Seleção Brasileira
Abaixo estão listados todos e jogos e gols do futebolista pela Seleção Brasileira, desde as categorias de base. Abaixo da tabela, clique em expandir para ver a lista detalhada dos jogos de acordo com a categoria selecionada.
Sub-17
| Ano   |       |      |         |       |
| Ano   | Jogos | Gols | Assist. | Média |
| ----- | ----- | ---- | ------- | ----- |
| 1995  | 6     | 2    | 0       | 0,33  |
| 1996  | 0     | 0    | 0       | 0     |
| Total | 6     | 2    | 0       | 0,33  |

|    | Data                 | Local                                          | Resultado | Adversário | Gols | Assist. | Competição                        |
| -- | -------------------- | ---------------------------------------------- | --------- | ---------- | ---- | ------- | --------------------------------- |
| 1. | 4 de agosto de 1995  | Olímpico de Ibarra, Ibarra, Equador            | 3–0       | Alemanha   | 1    | 0       | Campeonato Mundial Sub-17 de 1995 |
| 2. | 6 de agosto de 1995  | Olímpico de Ibarra, Ibarra, Equador            | 0–0       | Omã        | 0    | 0       | Campeonato Mundial Sub-17 de 1995 |
| 3. | 9 de agosto de 1995  | Olímpico de Ibarra, Ibarra, Equador            | 2–0       | Canadá     | 0    | 0       | Campeonato Mundial Sub-17 de 1995 |
| 4. | 13 de agosto de 1995 | Estádio Reales Tamarindos, Portoviejo, Equador | 3–1       | Austrália  | 0    | 0       | Campeonato Mundial Sub-17 de 1995 |
| 5. | 17 de agosto de 1995 | Estádio Monumental, Guayaquil, Equador         | 3–0       | Argentina  | 0    | 0       | Campeonato Mundial Sub-17 de 1995 |
| 6. | 20 de agosto de 1995 | Estádio Monumental, Guayaquil, Equador         | 2–3       | Gana       | 1    | 0       | Campeonato Mundial Sub-17 de 1995 |

Sub-20
| Ano   |       |      |         |       |
| Ano   | Jogos | Gols | Assist. | Média |
| ----- | ----- | ---- | ------- | ----- |
| 1997  | 0     | 0    | 0       | 0     |
| 1998  | 0     | 0    | 0       | 0     |
| 1999  | 5     | 0    | 0       | 0     |
| Total | 5     | 0    | 0       | 0     |

|    | Data                | Local                                      | Resultado | Adversário | Gols | Assist. | Competição                        |
| -- | ------------------- | ------------------------------------------ | --------- | ---------- | ---- | ------- | --------------------------------- |
| 1. | 5 de abril de 1999  | U. J. Esuene Stadium, Calabar, Nigéria     | 0–2       | Espanha    | 0    | 0       | Campeonato Mundial Sub-20 de 1999 |
| 2. | 8 de abril de 1999  | Liberation Stadium, Port Harcourt, Nigéria | 0–0       | Honduras   | 0    | 0       | Campeonato Mundial Sub-20 de 1999 |
| 3. | 11 de abril de 1999 | Liberation Stadium, Port Harcourt, Nigéria | 5–1       | Zâmbia     | 0    | 0       | Campeonato Mundial Sub-20 de 1999 |
| 4. | 14 de abril de 1999 | U. J. Esuene Stadium, Calabar, Nigéria     | 4–0       | Croácia    | 0    | 0       | Campeonato Mundial Sub-20 de 1999 |
| 5. | 18 de abril de 1999 | National Stadium, Lagos, Nigéria           | 1–2       | Uruguai    | 0    | 0       | Campeonato Mundial Sub-20 de 1999 |

Seleção principal

| Ano   |       |      |         |       |
| Ano   | Jogos | Gols | Assist. | Média |
| ----- | ----- | ---- | ------- | ----- |
| 2001  | 7     | 0    | 0       | 0     |
| 2002  | 3     | 0    | 0       | 0     |
| 2003  | 4     | 0    | 0       | 0     |
| 2004  | 13    | 1    | 0       | 0     |
| 2005  | 8     | 1    | 0       | 0     |
| 2006  | 11    | 0    | 0       | 0     |
| 2007  | 15    | 2    | 0       | 0     |
| 2008  | 5     | 0    | 0       | 0     |
| 2009  | 5     | 2    | 0       | 0     |
| 2010  | 7     | 1    | 0       | 0     |
| Total | 78    | 7    | 0       | 0     |

|     | Data                   | Local                                                 | Resultado | Adversário     | Gols | Assist. | Competição                  |
| --- | ---------------------- | ----------------------------------------------------- | --------- | -------------- | ---- | ------- | --------------------------- |
| 1.  | 15 de julho de 2001    | Olímpico Pascual Guerrero, Cáli, Colômbia             | 2–0       | Peru           | 0    | 0       | Copa América de 2001        |
| 2.  | 18 de julho de 2001    | Olímpico Pascual Guerrero, Cáli, Colômbia             | 3–1       | Paraguai       | 0    | 0       | Copa América de 2001        |
| 3.  | 23 de julho de 2001    | Estádio Palogrande, Manizales, Colômbia               | 0–2       | Honduras       | 0    | 0       | Copa América de 2001        |
| 4.  | 9 de agosto de 2001    | Arena da Baixada, Curitiba, Brasil                    | 5–0       | Panamá         | 0    | 0       | Amistoso                    |
| 5.  | 15 de agosto de 2001   | Olímpico Monumental, Porto Alegre, Brasil             | 2–0       | Paraguai       | 0    | 0       | Elim. Copa do Mundo de 2002 |
| 6.  | 7 de outubro de 2001   | Couto Pereira, Curitiba, Brasil                       | 2–0       | Chile          | 0    | 0       | Elim. Copa do Mundo de 2002 |
| 7.  | 7 de novembro de 2001  | Estádio Hernando Siles, La Paz, Bolívia               | 1–3       | Bolívia        | 0    | 0       | Elim. Copa do Mundo de 2002 |
| 8.  | 31 de janeiro de 2002  | Serra Dourada, Goiânia, Brasil                        | 6–0       | Bolívia        | 0    | 0       | Amistoso                    |
| 9.  | 6 de fevereiro de 2002 | Estádio Internacional Rei Fahd, Riade, Arábia Saudita | 1–0       | Arábia Saudita | 0    | 0       | Amistoso                    |
| 10. | 7 de março de 2002     | Verdão, Cuiabá, Brasil                                | 6–1       | Islândia       | 0    | 0       | Amistoso                    |

## Títulos
Flamengo
- Copa Mercosul: 1999
- Campeonato Brasileiro: 2019
- Copa dos Campeões: 2001
- Campeonato Carioca: 2000, 2001, 2017, 2019

Roma
- Copa da Itália: 2007-08
- Supercopa da Itália: 2007

Internacional
- Campeonato Gaúcho: 2013, 2014, 2015

Seleção Brasileira
- Copa das Confederações FIFA: 2005, 2009
- Copa América: 2004, 2007

### Como gerente:

#### Flamengo:
- Copa Libertadores da América: 2019 e 2022
- Recopa Sul-Americana: 2020
- Campeonato Brasileiro: 2020
- Copa do Brasil: 2022
- Supercopa do Brasil: 2020 e 2021
- Campeonato Carioca: 2020 e 2021

### Prêmios Individuais
- Seleção da Bundesliga: 2003—04